# آدرین توماسون
آدرین توماسون (انگلیسی: Adrien Thomasson؛ زادهٔ ۱۰ دسامبر ۱۹۹۳) بازیکن فوتبال اهل فرانسه است.
از باشگاه‌هایی که در آن بازی کرده‌است می‌توان به باشگاه فوتبال نانت و باشگاه فوتبال استراسبورگ اشاره کرد.